# Diocèse de Maumere
Le diocèse de Maumere (en latin : Dioecesis Maumerensis) est une Église particulière de l'Église catholique en Indonésie, dont le siège est à Maumere, une ville des petites îles de la Sonde orientales.

## Histoire
La diocèse de Maumere a été créé le 14 décembre 2005 par séparation de l'archidiocèse d'Ende.

## Organisation
Le diocèse de Maumere est un des 4 diocèses se trouvant sur l'ile de Florès et couvre le territoire du kabupaten Sikka.

## Évêques du diocèse
- Vincentius Sensi Potokota (2005-2007), nommé archevêque d'Ende
- Gerulfus Kherubim Pareira, S.V.D. (2008-2018)
- Ewaldus Martinus Sedu (en) (2018 - )

## Source
- (en) Catholic-Hierarchy